# Вінницький торговельно-економічний інститут Київського національного торговельно-економічного університету
Вінницький торговельно-економічний інститут Державного торговельно-економічного університету (ВТЕІ ДТЕУ) — державний навчальний заклад, який здійснює підготовку кадрів з економічних спеціальностей, що користуються найбільшим попитом на ринку праці. Заснований в 1968 році. Розташований в будинку, який є пам'яткою історії та архітектури XIX століття. В інституті навчається понад 4,5 тисячі студентів. Інститут укомплектований висококваліфікованими науково-педагогічними кадрами. Вчені звання та наукові ступені мають майже 85% професорсько-викладацького складу.

## Історія інституту

### Вінницьке реальне училище
У 1889 при обговоренні у Вінницькій міській думі з'ясувалося, що у місті було 4027 дітей шкільного віку, а навчалися лише 1179. Розвиток міста потребував все більше освічених людей. З цією метою дума ухвалила рішення про переведення з Могилева-Подільського до Вінниці реального училища і перетворення його у шестикласне. Було вирішено розмістити училище у будинку, збудованому на кошти купця Цаля Вайнштейна. На його утримання передбачалося щорічно виділяти по 8 тисяч карбованців сріблом. Проект будівлі розробив архітектор Київського навчального округу Микола Чекмарьов. Завершили будівництво у 1889 р.

## Викладацький склад
Викладання здійснюють кваліфіковані педагогічні кадри, 85% яких мають вчені звання та ступені. Підготовку фахівців забезпечують три факультети, яким підпорядковано 11 відповідних кафедр, де реалізується понад 20 освітніх програм різних галузей знань. Інститут постійно розвиває та вдосконалює матеріально-технічну базу. Забезпечено доступність навчальних приміщень для осіб з інвалідністю та інших маломобільних груп населення, зокрема безперешкодний доступ до навчальних приміщень, будівель та іншої інфраструктури, адже усі навчальні корпуси обладнані пандусами, а також навчальний корпус №4 — ліфтом.
Найпотужніша бібліотека економічного напряму в регіоні обладнана системою електронного пошуку інформації (електронний каталог). Також для студентів створено сприятливі соціально-побутові умови.

## Міжнародні зв'язки інституту
Завдяки укладеним договорам про міжнародну співпрацю по організації практики студентів, для студентів інституту розширилась географія проходження міжнародних практик, а саме — Болгарія, Словаччина, Німеччина, Греція, Швеція, Румунія, Грузія, Польща, Угорщина, Молдова. Працює рада студентського самоврядування, діють «Бізнес-Школа» та Школа молодого лідера. Студенти беруть участь в художній самодіяльності. Велика увага в інституті приділяється спортивно-масовій роботі. На базі ВТЕІ ДТЕУ також діє Центр розвитку кар’єри — перший помічник студента в організації практичної підготовки для успішного працевлаштування на роботу своєї мрії, а також надійний партнер роботодавців у формуванні якісного кадрового резерву компанії.